# ریک رومن وا
ریک رومن وا (به انگلیسی: Ric Roman Waugh) (متولد ۲۰ فوریه ۱۹۶۸) کارگردان، فیلمنامه‌نویس و بدل‌کار آمریکایی است. او بیشتر برای کارگردانی آثاری چون تبهکار (۲۰۰۸)، خبرچین (۲۰۱۳) و سقوط آنجل (۲۰۱۹) شناخته می‌شود.

## فیلم‌شناسی
- خروج (۱۹۹۶، کارگردان)
- در سایه‌ها (۲۰۰۱، کارگردان و نویسنده)
- تبهکار (۲۰۰۸، کارگردان نویسنده)
- خبرچین (۲۰۱۳، کارگردان و نویسنده)
- شات کالر (۲۰۱۷، نویسنده و تهیه‌کننده)
- سقوط آنجل (۲۰۱۹، کارگردان)
- گرینلند (۲۰۲۰، کارگردان)
- قهرمانان ملی (۲۰۲۱، کارگردان)
- قندهار (۲۰۲۳، کارگردان و نویسنده)
- گرینلند: مهاجرت (۲۰۲۵، کارگردان)
- فیلم آینده ریک رومن وو (۲۰۲۶، کارگردان)
- سقوط شبانه (آینده، کارگردان)